# دانشگاه بوروس
دانشگاه بوروس (به انگلیسی: University of Borås؛ به سوئدی: Högskolan i Borås)، یک کالج دانشگاهی در کشور سوئد است که در شهر بوروس قرار دارد. این دانشگاه در سال ۱۹۷۷ تأسیس شد و تا ۲۰۲۱، در حدود ۱۸۳۰۰ دانشجو ۸۰۳ کارمند دارد. دانشکده علوم کتابداری و اطلاع‌رسانی و دانشکده نساجی سوئد بخشی از این دانشگاه هستند.

## گاه‌شمار
- ۱۸۶۶ دانشکده فنی بافندگی تأسیس شد
- ۱۹۳۶ دانشکده فنی بافندگی به مؤسسه نساجی تبدیل شد
- ۱۹۴۰ کالج پرستاری غرب سوئد تشکیل شد
- ۱۹۶۶ مدرسه معلمان پیش دبستانی در بوروس تأسیس شد.
- ۱۹۷۰ دوره‌های دانشگاهی از دانشگاه گوتنبرگ به بوروس منتقل شدند
- ۱۹۷۲ دانشکده کتابداری و علم اطلاعات سوئد در بوروس تأسیس شد.
- ۱۹۷۷ دانشگاه بوروس تأسیس شد.
- ۱۹۸۰ دورهٔهای کسب و کار و فناوری اطلاعات آغاز شد.
- ۱۹۸۲ مؤسسه نساجی ملی شد و به مدرسه نساجی سوئد تبدیل شد.
- ۱۹۸۹ برنامه مهندسی آغاز شد.
- ۱۳۷۰ آموزش دستبافی شهرداری بخشی از دانشگاه شد.
- ۱۹۹۵ این دانشگاه مجاز به اعطای مدرک کارشناسی ارشد یک ساله می‌باشد.
- ۱۳۷۵ استادی در رشته کتابداری و اطلاع‌رسانی تأسیس شد.
- ۱۹۹۹ کالج منطقه ای پرستاری به مدرسه ای در دانشگاه بوراس تبدیل شد.
- ۲۰۰۰ اولین افتتاحیه استادی
- ۲۰۰۴ کتابخانه جدید دانشگاه افتتاح شد.
- ۲۰۰۷ این دانشگاه مجاز به ارائه آموزش در سطح کارشناسی ارشد شد
- ۲۰۱۰ این دانشگاه مجاز به ارائه آموزش در سطح پژوهشی در زمینه علوم کتابداری و اطلاع‌رسانی، بازیابی منابع و منسوجات و مد (طراحی و عمومی) شد.
- ۲۰۱۱ این دانشگاه دارای گواهینامه ایزو ۱۴۰۰۱ است.
- ۲۰۱۳ مدرسه نساجی سوئد به مرکز مد نساجی جدید نقل مکان کرد.
- ۲۰۱۴ اولین کنفرانس مدارک دکتری
- ۲۰۱۴ سازماندهی مجدد شامل تغییر از شش گروه (مدرسه) به سه دانشکده: دانشکده نساجی، مهندسی و بازرگانی، دانشکده علوم مراقبتی، زندگی کاری و رفاه اجتماعی و دانشکده کتابداری، اطلاعات، آموزش و فناوری اطلاعات.
- ۲۰۱۵ این دانشگاه دارای طیف کاملی از برنامه‌های کارشناسی ارشد است
- ۲۰۱۶ این دانشگاه مجاز به ارائه آموزش در سطح تحقیق در دیدگاه انسانی در مراقبت است
- ۲۰۲۱ این دانشگاه خطای کار پلیس را تأسیس می‌کند.